# RBU-12000
RBU-12000「ウダフ1」（ロシア語: РБУ-12000  «Удав1»、ボアの意）は、ソビエト連邦（ソ連）が開発した300mm口径対潜迫撃砲。投射される爆雷をロケット弾として、射程を延伸している。RBU-6000を大型化・射程延長化したもので、1980年頃からソ連海軍の艦艇に搭載された。現在も、ロシア海軍の艦艇に搭載されている。

## 設計
RBU-12000は、「ウダフ1」防御システムを構成するKT-153発射機と火器管制装置、自動装填装置、地上支援装置の総称である。この防御システムは潜航中の潜水艦の攻撃だけではなく、魚雷の針路上に爆雷の弾幕を展開することで、魚雷からの防御にも用いることが可能である。
KT-153発射機は、緩やかな弧状に配置された10本の発射筒を備える。発射機は仰角方向と横方向のスタビライザーを有しており、次弾の装填などは火器管制装置と自動装填装置を介して遠隔操作で行う。
RBU-12000に用いられる爆雷は、111SG爆雷と111SZ爆雷、111SOデコイがある。111SG爆雷は対潜爆雷で、着発信管と榴弾弾頭を有する。111SZ爆雷は対魚雷爆雷で、魚雷の進路上に浅深2面の弾幕を形成し、近接信管で作動する。111SOデコイはホーミング魚雷に対するデコイで、111SZ爆雷と共に発射され、音響標的となることでホーミング魚雷を逸らす。

## 配備
KBMコロムナ設計局で開発されたRBU-12000は、1987年に竣工したキエフ級航空母艦「バクー」にRBU-6000に代わって搭載された。さらに、1988年に竣工した11442型重原子力ミサイル巡洋艦「カリーニン」（後に「アドミラル・ナヒーモフ」に改名）と1998年に就役した「ユーリ・アントロポフ」（後に「ピョートル・ヴェリーキイ」に改名）にRBU-1000と共に1基のRBU-12000が搭載された。さらに、1990年に就役した「アドミラル・クズネツォフ」の艦尾両舷にRBU-12000が各1基搭載された。
RBUで最新の機種だが、発射機の重量が6,200kgとRBU-6000の2倍に及ぶため、これらの大形艦以外に搭載した艦は無い。

## 搭載艦艇
- ソビエト連邦海軍 /  ロシア海軍
  - キエフ級航空巡洋艦「バクー」（後に撤去）

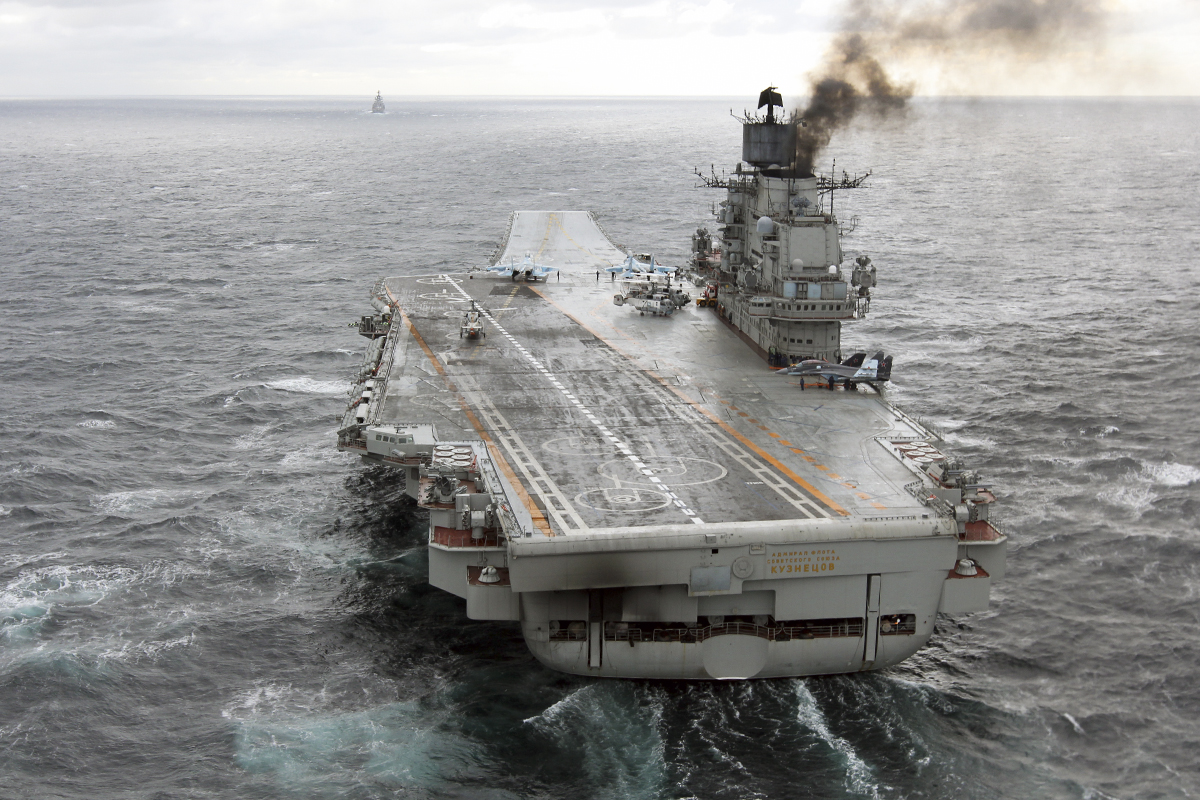
後方から見た「アドミラル・クズネツォフ」。飛行甲板の両脇にRBU-12000の発射機を配置している（2016年）

  - キーロフ級原子力ミサイル巡洋艦「アドミラル・ナヒーモフ」「ピョートル・ヴェリーキイ」
  - アドミラル・クズネツォフ級航空母艦「アドミラル・クズネツォフ」